# Personcentrerad kommunikation
Personcentrerad kommunikation är en kommunikationsmodell inom vården som syftar till att se hela patienten och inte bara sjukdomen, symptomen, åldrandet eller liknande. I perconcentrerad kommunikation läggs tonvikt på att:
- Få patienten delaktig i vården
- Bekräfta patienten
- Respektera patientens personlighet och behov
- Stödja patientens styrkor och behov
- Förstå att patienten inte bara är en sjukdom, utan även bär på sin egen livshistoria
- Sträva efter ömsesidighet trots att patienten och vårdgivaren inte kan vara ense om allt.